# Chahin Dej
Chahin Dej (en persan : شاهين‌دژ) est une ville située dans la province d'Azerbaïdjan occidental, dans le nord-ouest de l'Iran.